# NEET

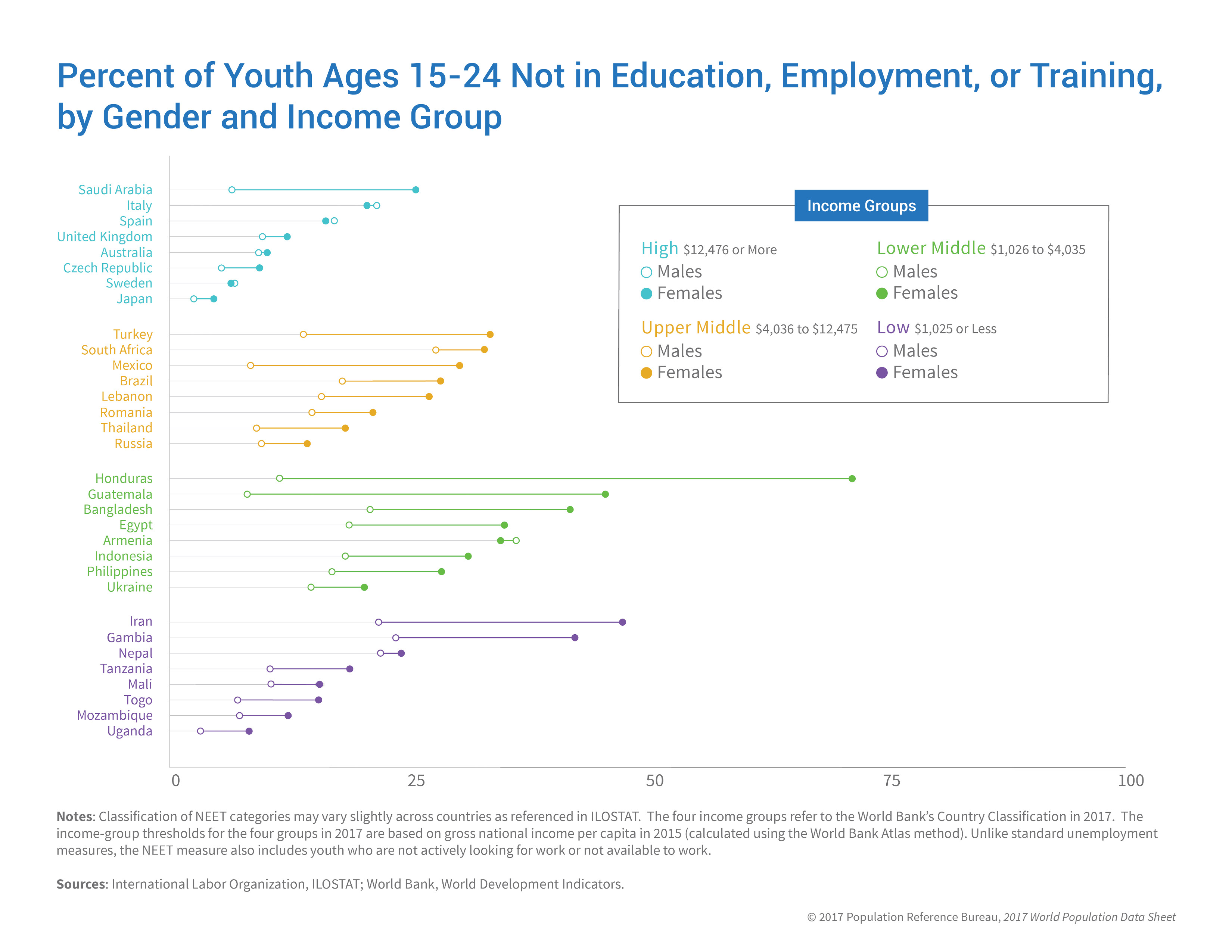
Percentage van jongeren 15-24 jaar in de groep 'Not in Education, Employment, or Training', onderverdeeld in geslacht en inkomen. (Bron: World Bank)

NEET is een acroniem en staat voor "Not in Education, Employment or Training". Dit acroniem werd voor het eerst gebruikt in het Verenigd Koninkrijk. Vervolgens werd de term populair in onder andere Japan, Zuid-Korea en de Verenigde Staten. Daarnaast heeft NEET een verband met jeugdwerkloosheid. NEET omvat een kwetsbare groep jonge mensen, waarvan de leeftijdclassificatie verschilt van land tot land. Voor de OESO is de leeftijdgrens vanaf 15 jaar tot en met 24 jaar en voor Japan is het vanaf 15 jaar tot en met 34 jaar. Daarbij gebruikt de OESO het als indicator om jongeren uit verschillende landen, die geen opleiding of training volgen of werk hebben, te rubriceren. Onder het aspect 'opleiding' behoren jongeren die een opleiding (in het verleden) hebben genoten, zowel voltijd als deeltijd, maar bijvoorbeeld niet personen die informeel onderwijs of educatieve activiteiten van korte duur hebben gevolgd. Onder de component 'werk' wordt er gekeken naar jongelui die meer dan één uur per week werken en degenen die op dit moment werkloos zijn. Jongeren die tot deze groep behoren lopen het risico om in een sociaal isolement te komen en daardoor beneden de armoedegrens te vallen.

## Verenigd Koninkrijk
De term Not in Education, Employment or Training, weliswaar in een andere volgorde, werd voor het eerst gebruikt door Britse politici in het rapport "Bridging the Gap" uit 1999. Voor Britse beleidsmakers is het een probleem dat jongeren stoppen met opleidingen, geen werk zoeken en een tijd doorbrengen als NEET. John Bynner en Samantha Parsons (2002) laten zien dat slechte onderwijsprestaties een hoofdoorzaak zijn, maar het leven in de binnenstad en het gebrek aan ouderlijke interesse in hun opleiding  zijn ook belangrijke oorzaken. Een onderzoek van Scott Yates en Malcolm Payne (2007) toont aan dat in Verenigd Koninkrijk jongeren het label 'NEET' als negatief ervaren en dat het lastig is om deze diverse groep onder één term te classificeren. Er wordt zelfs gesuggereerd om een nieuwe manier te vinden om de kwetsbaarheid van deze groep te omschrijven. Gezien de recente ontwikkelingen op de arbeidsmarkt, waaronder de opkomst van tijdelijke en informele vormen van arbeid, is het voor jonge mensen ingewikkeld om aan alle eisen van de werkgever (of samenleving) te voldoen. Sinds 2014 neemt het aantal jongeren dat niet werkt of studeert weer toe en verschillende beleidsmakers leggen de schuld bij de druk in het Britse onderwijssysteem om naar de universiteit te gaan.

## Japan
De Japanse overheid houdt zich sinds 2003 intensiever met NEET (ニート, Romaji: niito) bezig. Daarbij wordt er bij sociaal beleid een onderscheid gemaakt tussen NEET en Freeter. Het woord Freeter verwijst naar jongeren die tijdelijke werkcontracten hebben na het afstuderen en NEET duidt meer een persoon aan die geen enkele vorm van arbeid verricht.. Daarnaast onderscheidt Japan zich van de andere landen in de classificatie, want niet alleen jongeren worden tot deze groep gerekend, maar tevens ouderen 
Voor de groep jongeren zou het eventueel als een overgangsperiode van adolescentie naar volwassenheid kunnen worden omschreven, maar in Japan worden afgestudeerden gelijk opgenomen in de arbeidsmarkt. Dit fenomeen staat bekend als de 'Periodieke werving van nieuwe afgestudeerden' (Kanji:新卒一括採用, Romaji: Shinsotsu-ikkatsu-saiyō). Daardoor krijgt het fenomeen in Japan een iets andere wending. Specifieke classificatie van deze groep is echter van belang voor effectief beleid en de Japanse overheid (lees: Ministerie van Gezondheid, Arbeid en Welzijn) heeft in samenwerking met het 'Japanse instituut van arbeidsbeleid en training' (Kanji: 独立行政法人労働政策研究・研修機構, Romaji:Rōdōseisakukenkyū kenshūkikō, JILPT) een aantal campagnes opgezet om deze groep te bereiken. Tuukka Toivonen (2011) heeft kritiek en zei dat de statistieken in combinatie met media-aandacht een trend laten zien die begon bij verschillende politici binnen de Japanse regering, waaronder het Ministerie van Gezondheid, Arbeid en Welzijn. Zij constateerden een mogelijk probleem en gingen ijverig beleid opzetten om deze jeugdproblematiek aan te pakken. Maar de 'problematische' jeugdgroep wordt zelf niet gehoord. Daarnaast is het onderzoek naar jeugdproblemen in Japan nog een onderontwikkeld onderzoeksgebied. Het vergt een multidisciplinaire aanpak..

## Zuid-Korea
In Zuid-Korea blijkt dat het percentage NEET onder jongeren uit arme gezinnen ongeveer vier keer zo hoog is dan uit gezinnen met een hoger inkomen. Armoede, geen carrièreplanning en onvrede tijdens middelbare school verhogen de kans op het leven dat getypeerd kan worden als een NEET. Een ander rapport gebaseerd op nieuwsartikelen uit 2009 laat zien dat een op de zes Koreanen van de leeftijd 15 tot en met 29 jaar geen werk heeft of  opleiding of trainingen volgt.

## Canada
De situatie in Canada omtrent NEET is vergelijkbaar met het Verenigd Koninkrijk. De veranderingen op de arbeidsmarkt spelen een cruciale rol, waaronder verdwijning van ongeschoolde arbeid en de transitie van landbouw naar een diensteneconomie. Daarnaast is de overgang naar volwassenheid problematischer voor jongeren met weinig begeleiding van ouders, religie of andere instituten. Uit een rapport uit 2012 blijkt dat in 2011 ongeveer 13 procent van de jongeren van de leeftijd 15 tot 19 jaar tot de NEET-groep behoren. In Canada blijken jonge mannen onder 25 jaar eerder werkloos te zijn dan mannen tussen 25 en 29 jaar en vrouwen uit dezelfde leeftijdsgroep.

## Verenigde Staten
In de Verenigde Staten is het de norm dat jonge mensen van 18 jaar afstuderen, hoewel zorgen in de Verenigde Staten over uitvallers en de behoefte aan nieuwe modellen van beroepsvoorbereiding een opvallende gelijkenis vertonen met de NEET-classificatie (Hamilton & Hamilton, 1999). Een micro-econometrische analyse uit 2011 laat zien dat jongvolwassenen, die werkloos zijn in de VS, een blijvend litteken daaraan overhouden. Het rapport beschrijft een aantal mogelijkheden voor de Amerikaanse overheid om deze jongvolwassenen te helpen en een haalbaar hulpmiddel is fiscaal beleid om de vraag naar arbeid te verhogen. Dat betekent niet dat bestaande inspanningen ter verbetering van het onderwijs, de vaardigheden en inzetbaarheid van deze jongeren moeten worden worden vergeten bij het nieuwe beleid.